# Anna Christie

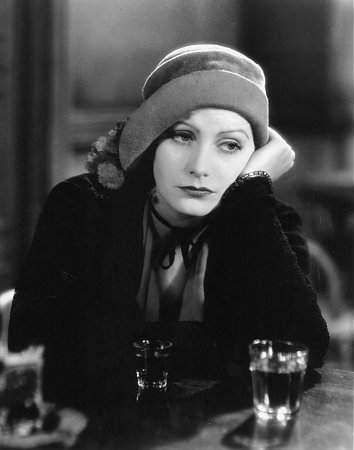
Greta Garbo voor de film van 1930 die als ondertitel Greta talks! kreeg.

Anna Christie is een toneelstuk van Eugene O'Neill. Het gaat over een hoertje dat verliefd wordt, maar moeite heeft om haar leven op orde te krijgen. Het toneelstuk won de Pulitzer-prijs voor drama in 1922.
Van dit toneelstuk zijn drie films en één televisie-productie gemaakt:
- 1923 - Film met Blanche Sweet, William Russell, George F. Marion en Eugenie Besserer. Het verhaal was bewerkt door Bradley King. De film werd geregisseerd door John Griffith Wray en Thomas H. Ince.
- 1930 - Film met Greta Garbo, Charles Bickford, George F. Marion en Marie Dressler. Het verhaal was bewerkt door Frances Marion. De film werd geregisseerd door Clarence Brown. Deze film werd genomineerd voor een Academy Award voor beste actrice (Greta Garbo), beste cinematografie en beste regie. Deze film was de eerste film waarin filmdiva Garbo te horen was en kreeg daarom de ondertitel Garbo talks!
- 1931 - Duitstalige film met Greta Garbo, Theo Shall, Hans Junkermann en Salka Viertel. Het verhaal was bewerkt door Frances Marion en vertaald in het Duits door Walter Hasenclever. De film werd geregisseerd door Jacques Feyder.
- 1957 - Televisiefilm, waarin Sean Connery en Diane Cilento speelden.